# سن دیگو ترالی
سن دیگو ترالی یا قطار شهری سبک سن دیگو (به انگلیسی: San Diego Trolley) نام سامانه قطار شهری سبک شهرستان سن دیگو در کالیفرنیا است که در سال ۱۹۸۱ میلادی تأسیس گردید.

طول خط این متروی شهری نزدیک ۵۳ مایل بوده که روزانه نزدیک به ۹۱۰۰۰ مسافر جابجا می‌کند. این سیستم مترو ۳ خط و ۵۳ ایستگاه دارد.

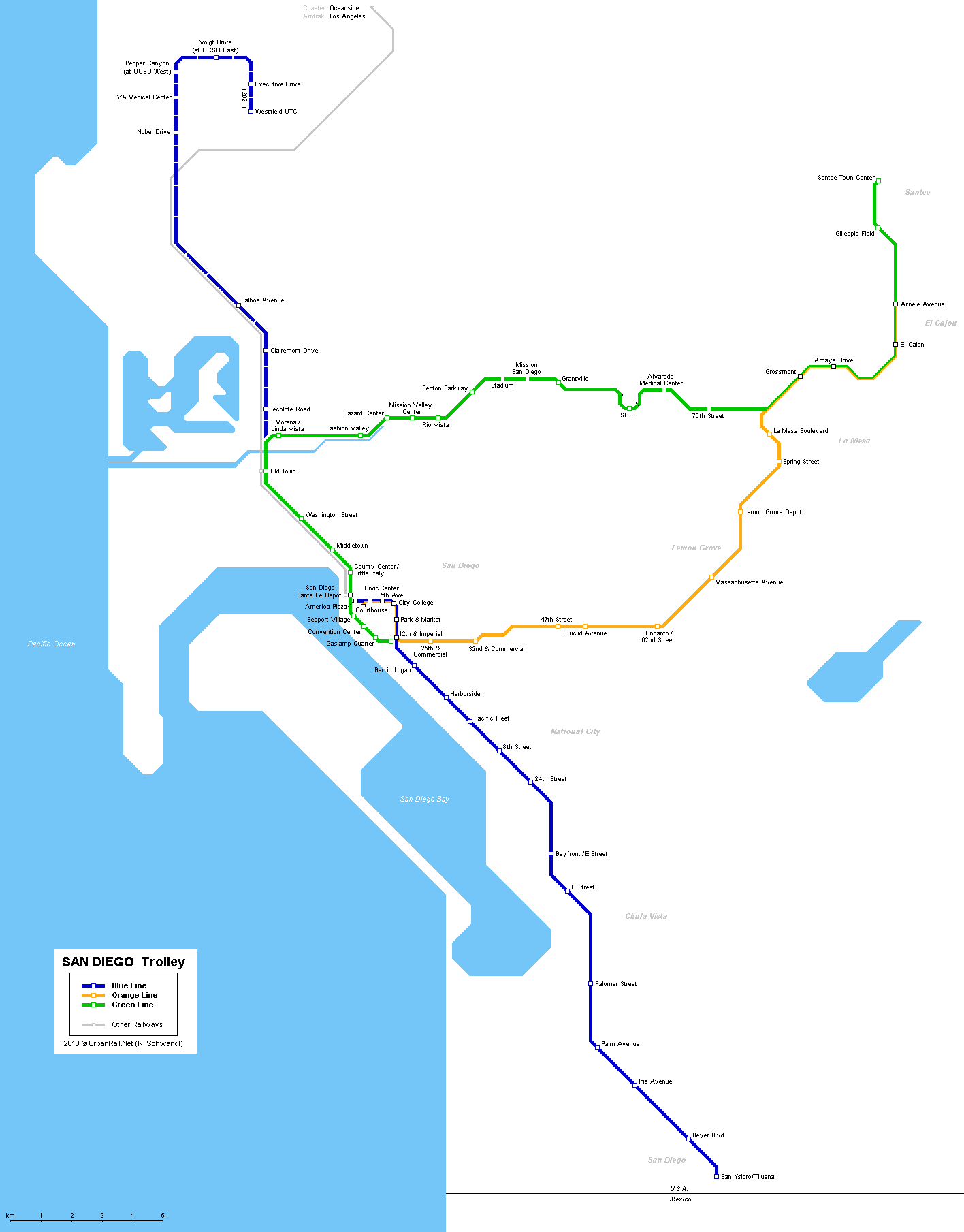
نقشه خطوط مترو سن دیگو